# Luigi Mariotti
Luigi Mariotti (Firenze, 23 novembre 1912 – Firenze, 27 dicembre 2004) è stato un politico e ministro italiano.

## Biografia
Socialista riformista, è stato il precursore dell'istituzione del Servizio Sanitario Nazionale, poi avvenuta nel 1978, in conseguenza delle battaglie di cui l'uomo politico toscano si fece promotore dalla fine degli anni sessanta, in seno ai governi di centro-sinistra. Nel 1968 promosse la cosiddetta legge Mariotti (legge 12 febbraio 1968, n. 132), recante disposizioni in tema di enti ospedalieri e assistenza ospedaliera, con cui il comparto ospedaliero fu profondamente riformato attraverso la trasformazione degli ospedali in enti pubblici distinti dagli enti di assistenza del tipo IPAB.
Fu quattro volte ministro della sanità, scontrandosi con il PLI e parte della DC, contrari o dubbiosi su un'impostazione universalistica di welfare, cara al Partito socialista di quegli anni e allo stesso Mariotti. È stato anche Ministro dei Trasporti e aviazione civile nel primo governo Rumor.
Il suo nome appariva nella lista degli appartenenti alla P2.